# 實籾站

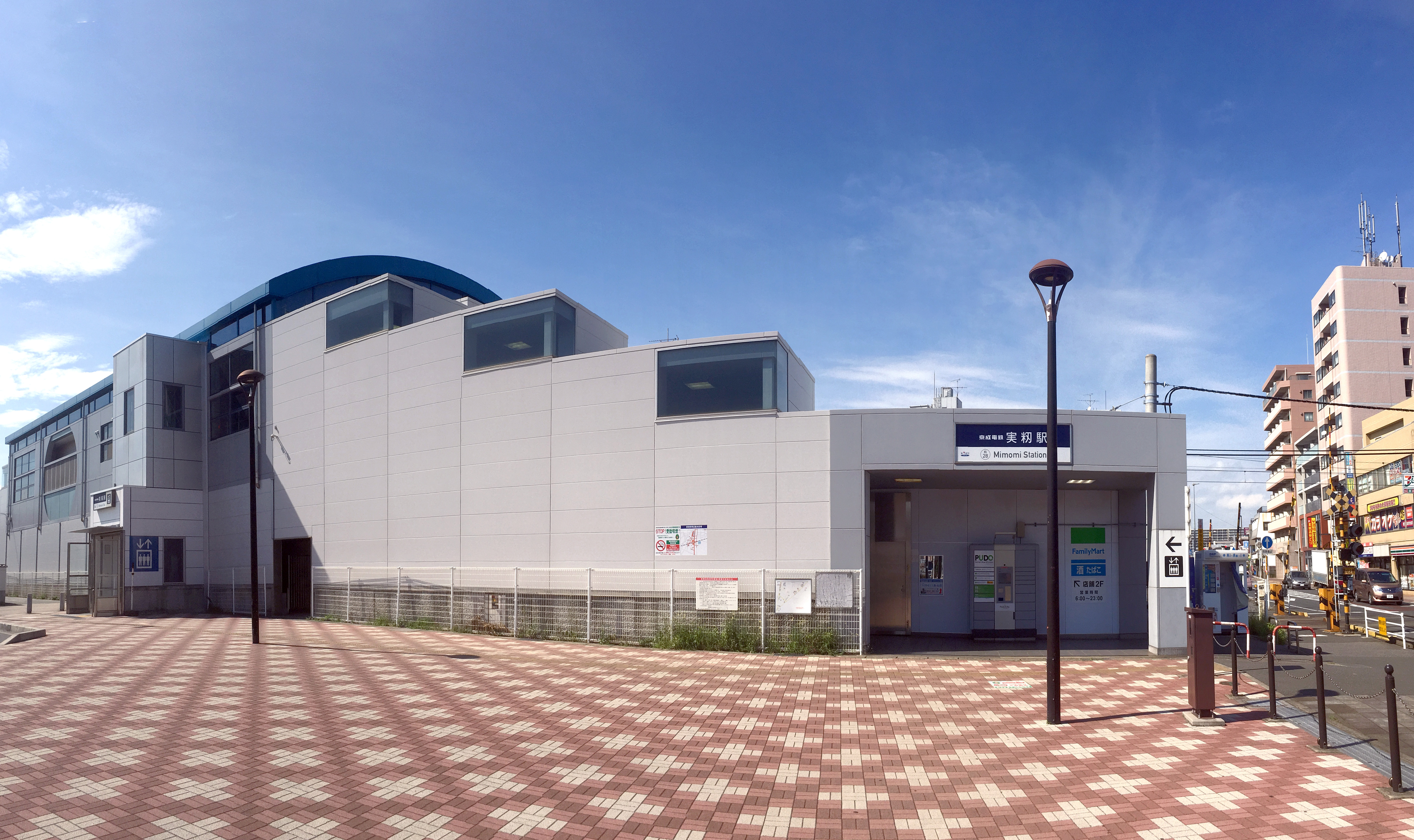
南口（2019年9月2日）

實籾站（日语：／ Mimomi eki */?）是位於日本千葉縣習志野市實籾一丁目，屬於京成電鐵本線的鐵路車站。車站編號是KS28。

## 年表
- 1926年（大正15年）12月9日 - 車站啟用。

- 1996年（平成8年）3月6日 - 跨站式站房完工[2]。

- 2014年（平成26年）8月5日 - 剪票口前開設FamilyMart。

## 車站構造
本站為相對式月台2面2線地面車站，站房為跨站式站房（八千代台站管理）。
剪票口採挑高設計。
2011年在北口與南口、各月台新設連通大廳的電梯。
| 月台 | 路線     | 方向 | 目的地                                     |
| ---- | -------- | ---- | ------------------------------------------ |
| 1    | 京成本線 | 下行 | 日暮里、上野、押上、 淺草線、 京急本線方向 |
| 2    | 京成本線 | 上行 | 八千代台、佐倉、成田機場方向               |

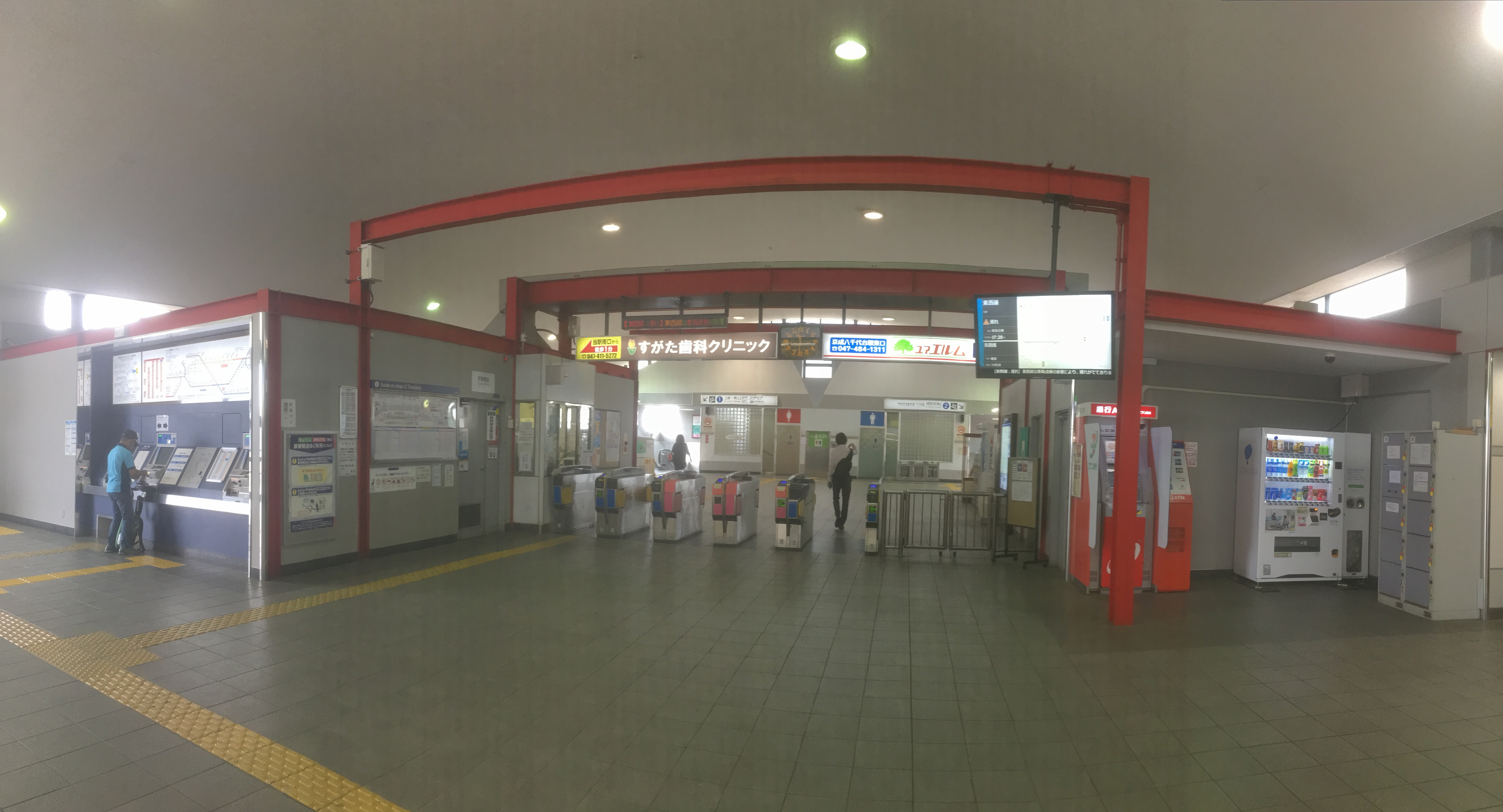
閘口（2019年6月）
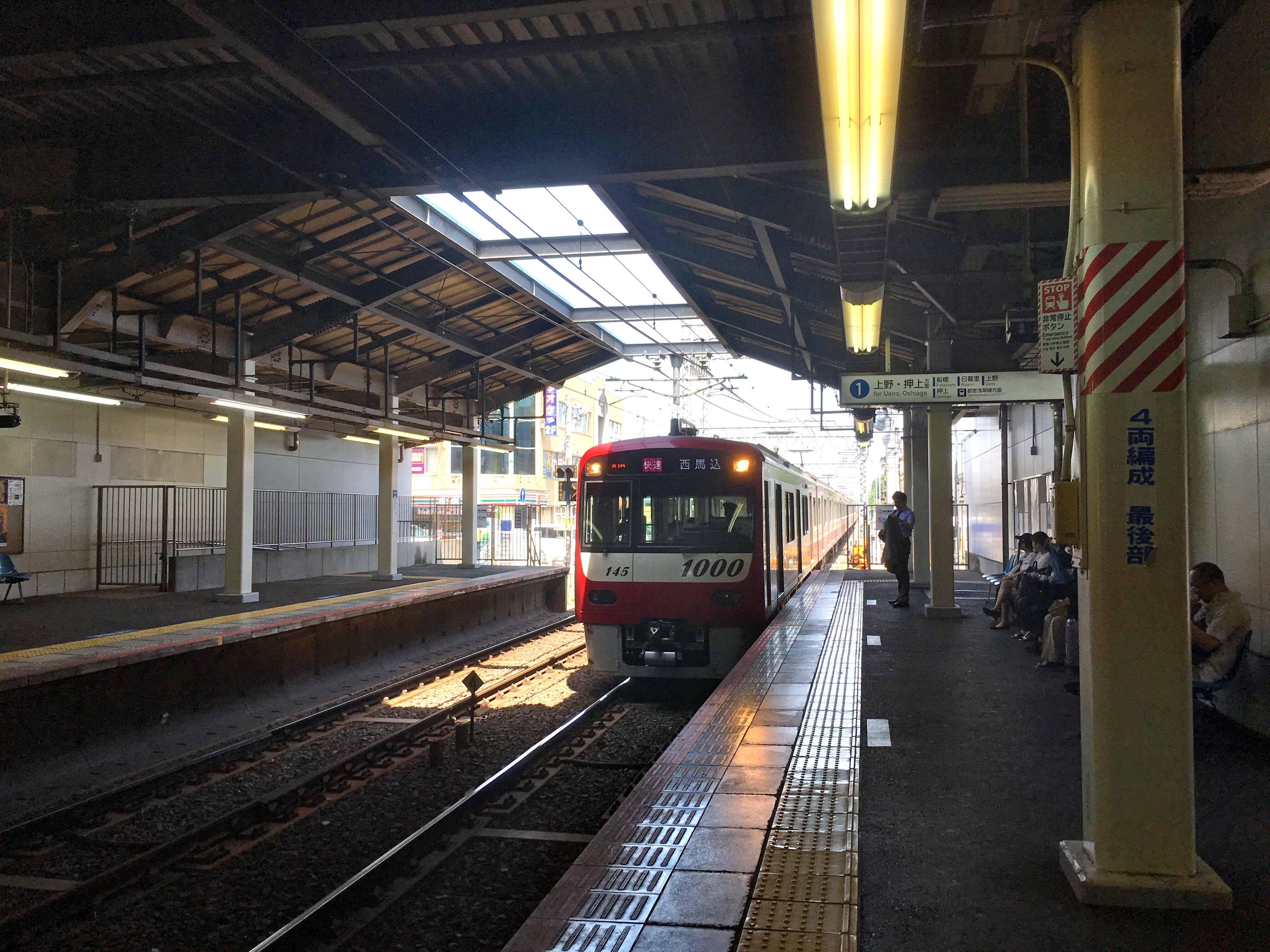
1號月台（2019年5月）
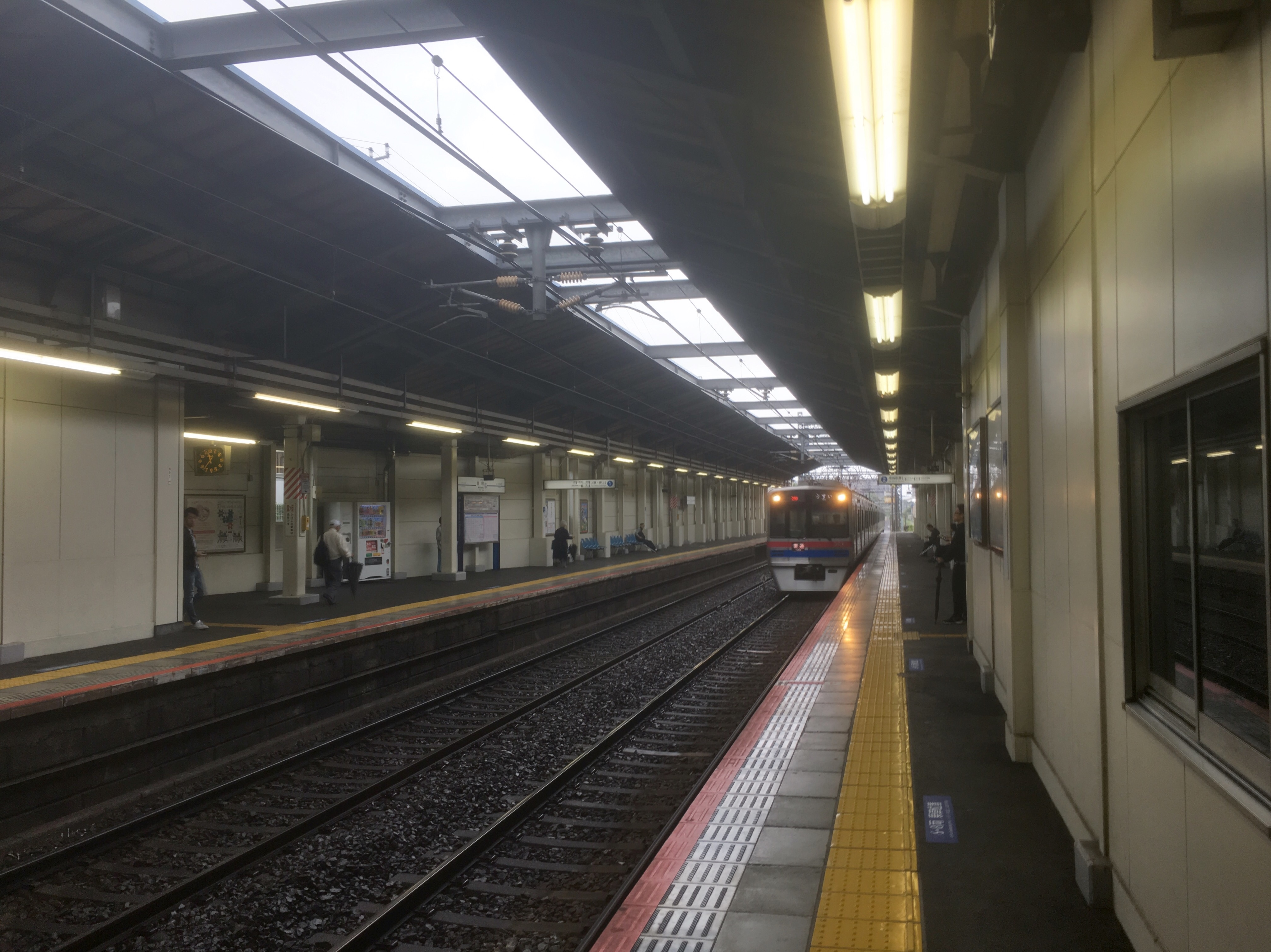
2號月台（2019年6月）
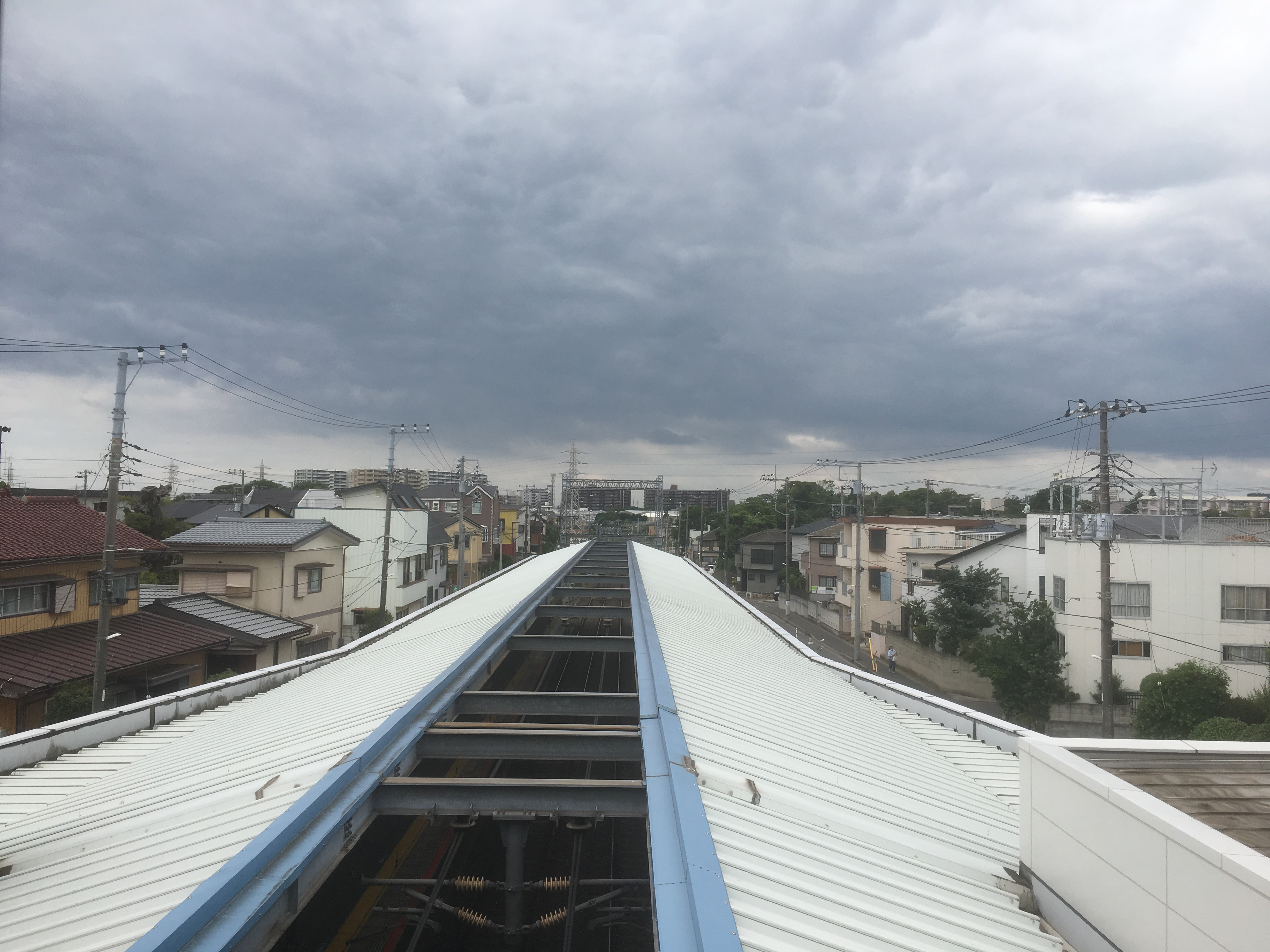
車站月台屋頂（2019年6月）

## 使用情況
2016年度1日平均上下車人次為24,238人。京成線內69個車站當中排行19位。
近年1日平均上下車人次與上車人次如下表。
| 年度               | 1日平均 上下車人次 | 1日平均 上下車人次 | 1日平均 上車人次 | 1日平均 上車人次 |
| ------------------ | ------------------ | ------------------ | ---------------- | ---------------- |
| 1998年（平成10年） |                    |                    | 10,380           | [ 8 ]            |
| 1999年（平成11年） |                    |                    | 10,413           | [ 9 ]            |
| 2000年（平成12年） |                    |                    | 10,382           | [ 10 ]           |
| 2001年（平成13年） |                    |                    | 10,331           | [ 11 ]           |
| 2002年（平成14年） |                    |                    | 10,259           | [ 12 ]           |
| 2003年（平成15年） | 20,490             | [ 13 ]             | 10,255           | [ 14 ]           |
| 2004年（平成16年） | 20,804             | [ 15 ]             | 10,317           | [ 16 ]           |
| 2005年（平成17年） | 20,815             | [ 17 ]             | 10,329           | [ 18 ]           |
| 2006年（平成18年） | 21,007             | [ 19 ]             | 10,436           | [ 20 ]           |
| 2007年（平成19年） | 21,086             | [ 21 ]             | 10,525           | [ 22 ]           |
| 2008年（平成20年） | 21,666             | [ 23 ]             | 10,821           | [ 24 ]           |
| 2009年（平成21年） | 22,082             | [ 25 ]             | 11,038           | [ 26 ]           |
| 2010年（平成22年） | 22,541             | [ 27 ]             | 11,274           | [ 28 ]           |
| 2011年（平成23年） | 22,802             | [ 29 ]             | 11,409           | [ 30 ]           |
| 2012年（平成24年） | 22,928             | [ 31 ]             |                  |                  |
| 2013年（平成25年） | 23,366             | [ 32 ]             |                  |                  |
| 2014年（平成26年） | 23,321             | [ 33 ]             |                  |                  |
| 2015年（平成27年） | 23,768             | [ 5 ]              |                  |                  |
| 2016年（平成28年） | 24,238             | [ 5 ]              |                  |                  |

## 車站周邊
車站南側在2006年完成道路拓寬，南北兩側都設有圓環。道路兩旁有數間個人商店。
八千代台站側與千葉縣道57號千葉鎌谷松戶線交會處有平交道。
- 日本大學生產工學部實籾校舍
- 習志野市立習志野高等學校（日语：習志野市立習志野高等学校）
- 千葉縣立實籾高等學校（日语：千葉県立実籾高等学校）
- 習志野市東消防署
- 實籾交番
- 習志野市立東習志野圖書館
- 習志野市立第四中學校
- 習志野市東習志野小學校
- 習志野實籾郵便局
- 京葉銀行實籾支店
- 千葉銀行實籾支店
- 實籾本鄉公園（日语：実籾本郷公園）

### 巴士路線
千葉Seaside Bus
- 往JR幕張站（平日3班）
- 往日立製作所（習志野工場）（平日2班）
- 往八千代台站（平日1班）

京成巴士
- 八千41：經YUTORISIA往八千代台站

- 八千42：經YUTORISIA往習志野出張所（1日2班）

## 相鄰車站
京成電鐵
 本線
■快速特急、■特急、■通勤特急
通過
■快速、■普通
京成大久保（KS27）－實籾（KS28）－八千代台（KS29）

## 外部連結
- 實籾｜電車與車站資訊｜京成電鐵
- 實籾站PDF - 京成電鐵